# 닉 클랙스턴

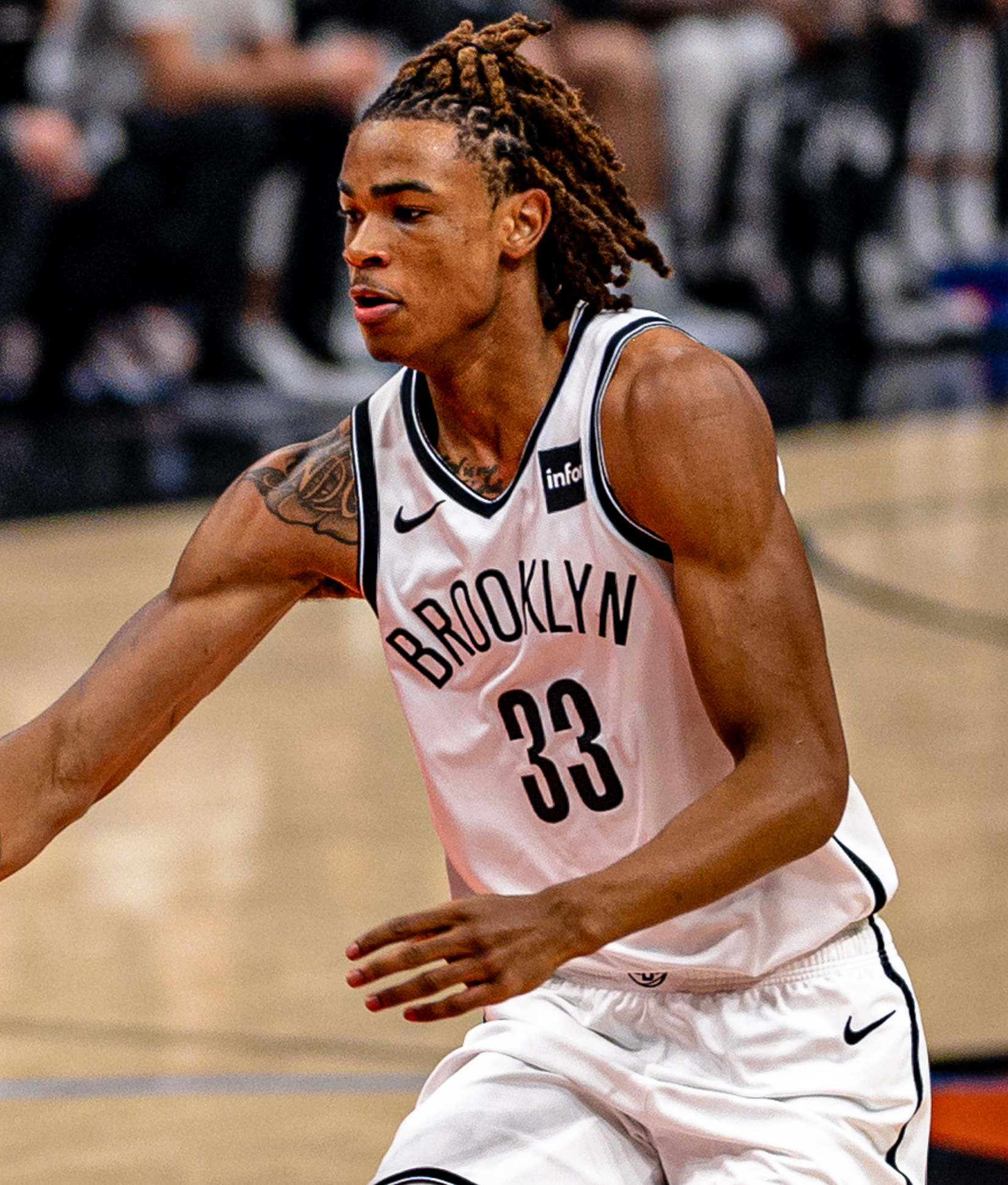
2019년 브루클린 네츠에서의 모습

닉 클랙스턴(Nic Claxton, 본명: Nicolas Devir Claxton, 1999년 4월 17일 ~ )은 전미 농구 협회(NBA) 브루클린 네츠의 미국 프로 농구 선수이다. 조지아 불독스에서 대학 농구를 했다.

## 고등학교 경력
클랙스턴은 사우스캐롤라이나 주 그린빌에 있는 레거시 차터 스쿨(Legacy Charter School)에 다녔다. 시니어 시즌에 그는 경기당 평균 17.4 득점, 7.8 리바운드, 2.9 블록을 기록했으며 학교 역사상 통산 득점 1,000 점을 기록한 네 번째 선수가 되었다. 클랙스턴은 3성 신병이었고 베일러, 플로리다 주, NC 주, 사우스 캐롤라이나 대신 조지아에서 뛰기로 결정했다.

## 국가대표 경력
2014년 클랙스턴은 파나마 시티에서 열린 센트로바스켓 언더-15 챔피언십에서 미국령 버진 아일랜드 대표로 뛰었으며 경기당 평균 10.6득점과 11.8리바운드의 더블더블을 기록했다. 푸에르토리코 산후안에서 열린 2015 센트로바스켓 언더-17 챔피언십에서 버진 아일랜드 대표팀에 또 한 번 출전해 경기당 평균 11득점과 8리바운드를 기록했다. 클랙스턴은 칠레 발디비아에서 열린 2016 FIBA 아메리카 18세 이하 챔피언십에 참가했다. 그는 팀 최고 기록인 12득점과 경기당 7.2리바운드를 기록하며 팀을 7위로 이끌었다. 2018년 여름, 클랙스턴은 2019 FIBA 월드컵 예선 대회에서 버진 아일랜드 성인 대표팀에 합류했다.
클랙스턴은 아버지 찰스가 세인트 토마스에서 태어났기 때문에 미국령 버진 아일랜드 팀에 출전할 자격이 있다.